# IC 4561
IC 4561 ist eine linsenförmige Galaxie vom Hubble-Typ S0/a? im Sternbild Schlange am Nordsternhimmel. Sie ist schätzungsweise 324 Millionen Lichtjahre von der Milchstraße entfernt.
Das Objekt wurde am 24. Juli 1903 von Stéphane Javelle entdeckt.